# Lawndale Sur (Chicago)
South Lawndale es un área comunitaria en el West Side de Chicago, Illinois. Más del 80 % de los residentes son descendientes de mexicanos, por lo que la comunidad alberga la población mexicana, nacida en el extranjero, más grande de Chicago.

## Vecindarios

### La Villita
La Villita, a menudo conocida como el "México of the Midwest" (el México del medio oeste) por su ubicación y cercanía con sus habitantes , es una comunidad densa en las áreas occidental y central del Sur de Lawndale, posee un distrito comercial a lo largo de 26th Street. El área fue poblada originalmente por inmigrantes de Europa del Este, checos y bohemios a fines del siglo XIX, después de que el Gran Incendio de Chicago obligara a la población de Chicago desde el centro de la ciudad a moverse hacia las afueras, más tarde los empleos creados por el desarrollo industrial a principios del siglo XX también atrajeron a los residentes al área un marcado aumento de inmigrantes polacos a mediados del siglo XX.
A mediados de 1960 los residentes mexicanos y chicanos fueron orillados a habitar el área debido a las políticas segregacionistas en la ciudad de Chicago ya que dichas políticas orillaron a los residentes afroamericanos a establecerse hacia las comunidades de East Garfield Park y North Lawndale, lo que "obligó a los chicanos / mexicanos a situarse hacia el sur a La Villita" y la comunidad vecina de Pilsen. El académico Juan C. Guerra señala que "las comunidades contiguas de Pilsen y La Villita se fusionaron y surgieron como el vecindario mexicano más nuevo y más grande de Chicago".

#### Orígenes
En el 1869, Chicago se anexó al área que se convertiría en Lawndale del municipio de Cicero. Después del gran incendio en 1871, Alden C. Millard y Edwin J. Decker, dos propietarios de negocios de papelería, renunciaron a su negocio para construir una vecindad afluente en las afueras de la ciudad para residentes predominantemente anglosajones. Ellos eligieron este lugar porque la tierra estaba a un precio razonable y el ferrocarril de Chicago, Burlington y Quincy , que fue elevado en 1908 para crear el viaducto que existe ahora, corría a través de la zona. Las casas fueron anunciados como únicamente hechas de ladrillos con un rango de $2500 a $8500 en el precio. Millard fue desarrollada como una calle principal, con iglesias, tiendas, un parque, un hotel, una oficina de correos y otros servicios. Su empresa de negocio fracasó en mayo de 1876, pero esto sentó las bases para el desarrollo futuro de La Villita.
En los primeros días de la vecindad, la zona oeste de la Avenida Crawford, más tarde conocida como Pulaski, era conocida como Crawford. Esta área fue nombrada después de que Peter Crawford, comprara 160 acres de tierra y donara un pedazo a la línea ferroviaria de Chicago, Burlington, y Quincy para asegurar que hubiese una parada en su comunidad. En el 1933, líderes polacos del lado norte presentaron una solicitud al alcalde para cambiar el nombre de Crawford a Casamir Pulaski, un héroe de la Guerra de Independencia de Polonia. El cambio se hizo, a pesar de que muchos dueños de negocios se opusieron debido a que habían invertido dinero en la promoción de sus negocios con el nombre Crawford. La calle todavía se conoce como Crawford en algunos suburbios.
En el principio del siglo 20, muchos bohemios y otros grupos de inmigrantes de Europa del Este comenzaron a salir del sobrepoblado barrio de Pilsen y se instalaron hacia el oeste. El crecimiento de la industrialización en el área generó trabajos de manufacturación y la capacidad de mantener una población mayor. Muchos de los inmigrantes anglosajones ricos que habitaron esta zona inicialmente comenzaron a abandonar el área cuando comenzaron a llegar los nuevos residentes, y los grandes edificios de ladrillo fueron sustituidos por edificios de dos pisos y búngalos para los nuevos residentes de la clase obrera.

#### Festividades
La Villita celebra el Día de la Independencia de México cada mes de septiembre con un desfile por la calle 26 siendo este el desfile hispano más grande de Chicago ya que atrae a miles de espectadores cada año.
La Villita también cuenta con una economía en crecimiento, debido a que la calle 26 es actualmente el segundo distrito comercial más taquillero de la ciudad.

#### Espacios de recreación
Los residentes pueden visitar los parques comunitarios. Washtenaw Park tiene un diamante de béisbol y ofrece una variedad de clases de arte y manualidades para adultos, así como campamentos diurnos para niños. Shedd Park es un pequeño parque en La Villita que lleva el nombre de John G. Shedd (conocido por la mayoría de los habitantes de Chicago como el fundador del Acuario Shedd ). Piotrowski Park es el parque público más grande del vecindario y es el refugio al aire libre más popular para los residentes de La Villita.
En 2011, fue fundado el festival de música llamado Villapalooza, festival creado para promover espacios no violentos para las artes, la cultura y la participación comunitaria. Este festival se lleva a cabo anualmente y se ha convertido en uno de los festivales de música de base más populares y diversos de Chicago que atrae a músicos locales e internacionales. El festival es gratis y abierto al público.

## Política
Durante las elecciones del 2016 South Lawndale emitió 11.878 votos a favor de Hillary Clinton y 585 votos a favor de Donald Trump (92,01% a 4,53%). mientras que en las elecciones presidenciales de 2012, South Lawndale emitió 9.391 votos a favor de Barack Obama y 688 votos a favor de Mitt Romney (91,88% a 6,73%).